# 汉宾乡
汉宾乡，是中华人民共和国新疆维吾尔自治区伊犁哈萨克自治州伊宁市下辖的一个乡镇级行政单位。

## 行政区划
汉宾乡下辖以下地区：
墩买里村、发展乡村、巴什库瑞克村和汉宾村。